# 彼界
《彼界》是中国游戏公司西山居Team Zohar开发的电子游戏，于2023年7月关停项目。

## 故事背景
《彼界》的故事属于中世纪西幻题材，基于荣格心理学构建世界观。游戏中分为现世和深渊两个世界，现世是一个由多种文明构成的中世纪奇幻世界，深渊是一个充斥罪与灵的精神世界。玩家将作为“奥古斯帝国”继承人，于两个世界的狭缝中苏醒，在世界中追根溯源，结识全新的伙伴，共同面对敌人，踏上拯救帝国的冒险之旅。游戏的美术表达使用3D卡通渲染技术，通过定制动画和配音来描述剧情，在一些需要更强张力的镜头，则使用了动态漫画，用画面来展示有冲击力的镜头，或用于突出角色的重要时刻。

## 游戏设计
《彼界》是基于「卡牌策略」和「Roguelike」的玩法构建起来的回合制游戏，使用属性克制、职业设定、宠物技能等基础框架。玩家需要在对局中搭配合理的队伍，针对不同阵容的特色和怪物弱点合理布置战局。游戏的关卡设计中融合塔罗牌等元素，在每个回合，每个角色从其对应的技能池中随机抽取1到2个技能使用。每个角色都额外有一个储备4个点的“LP值”，可通过消耗任意数量的LP点来增强技能效果，若消耗3个点，会出现爆发收益或角色大招。当敌人的护盾被打破的时候，敌人会陷入无法行动的状态，在破盾状态下，敌人所遭受的伤害会全部翻倍。游戏中还有“阴影值”这一设定，当阴影值达到界定值时，会概率性的触发增益或减益效果。

## 测试和取消
2022年11月17日，《彼界》获得中国大陆国产网络游戏版号。2023年4月11日，游戏开启测试。6月27日，游戏开启计费删档测试。7月11月，游戏结束测试，在TapTap、好游快爆的评分在8分以上。7月14日，西山居宣布，因本轮测试不达用户预期，决定对项目进行关停处理，对参与本轮测试并充值的用户，充值金额现金100%返还并赠送等额的“金山一卡通”；所有登录过本轮测试的用户，都将获得定额的“金山一卡通”补偿。